# Trio pour flûte, alto et violoncelle
 (mars 2024).
Si vous disposez d'ouvrages ou d'articles de référence ou si vous connaissez des sites web de qualité traitant du thème abordé ici, merci de compléter l'article en donnant les références utiles à sa vérifiabilité et en les liant à la section « Notes et références ».

Le Trio pour flûte, alto et violoncelle op. 40 est une œuvre composée par Albert Roussel en 1929, alors qu'il atteignait 60 ans.
Il s'agit d'une œuvre écrite à l’apogée de la carrière du musicien, contemporaine de sa troisième symphonie. Elle est dédiée à Elizabeth Sprague Coolidge, mécène américaine ayant commandé de très nombreuses œuvres à différents compositeurs. Roussel a écrit, par ailleurs, de nombreuses partitions de musique de chambre comprenant la flûte comme instrument.
La première en a été donnée le 29 octobre 1929 à Paris.
L'œuvre comporte trois mouvements et son exécution demande environ un quart d'heure.
- Allegro grazioso ;
- Andante ;
- Allegro non troppo.